# Waimata River (Manawatu-Wanganui)
Der Waimata River ist ein Fluss in der Region Manawatu-Wanganui auf der Nordinsel von Neuseeland.

## Geographie
Der Waimata River entspringt rund 2,3 km östlich des 442 m hohen Taumataoteatua und fließt zunächst rund 770 m in westliche Rirchtung, um dann nach Südsüdwesten abzuknicken. Diese Richtung hält der Fluss für rund 2,5 km bei und ändert seine Flussrichtung dann zunächst nach Osten und fließt anschließend in Mäanderform in südöstlich Richtung seiner Mündung in den Pazifischen Ozean entgegen.
Die gesamte Flusslänge des Waimata River beträgt rund 13 km.